# Посавина

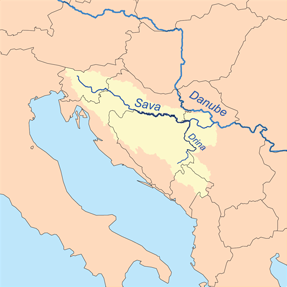
Карта басейну річки Сави: Посавіну утворює ділянка вздовж самої Сави

Поса́вина (хорв. і босн. Posavina, серб. Посавина, словен. Posavje/Posavina) — місцева назва області басейну Сави, яка безпосередньо прилягає до самої річки на всій її протяжності у Словенії, Хорватії, Боснії і Герцеговині та Сербії. Лежить у межах Тисо-Дунайської низовини.
Назва області лягла в основу назви одного з округів сучасної Хорватії — Бродсько-Посавської жупанії та дала назву одному з кантонів Боснії і Герцеговини — Посавському кантону. На честь цього краю також названо породу коней (хорв. hrvatski posavac «хорватський посавац») та курей (посавська хохлата курка).

## Історія
У першій половині XVIII століття у цій місцевості пролягав Савсько-Дунайський (Посавіна—Подунав'я) відрізок «військового порубіжжя» Габсбурзької монархії. Посавська ділянка цього рубежу проходила частинами Королівства Хорватії і Славонії — південними частинами Славонії і Срему, тягнучись від Нової Градішки до місця впадіння Дрини у Саву.
У 1929—1939 роках велика частина Посавини входила у названу на честь Сави одну з хорватських провінцій Королівства Югославії — Савську бановину. Столицею цієї провінції була столиця Хорватії Загреб. 1939 року Савську бановину було об'єднано з Приморською бановиною у бановину Хорватію.
Після створення в квітні 1941 року «Незалежної держави Хорватії» Посавина ввійшла до її складу. Одна з великих жуп, на які поділялася ця держава, називалася Посав'я (хорв. Velika župa Posavje). Вона охоплювала котари (райони) з центрами у Броді, Жупані, Брчко, Дервенті, Градачаці і Бієліні. Її столицею був Брод, що розкинувся на правому березі Сави. 
Під час розв'язаної боснійськими сербами війни в Боснії і Герцеговині тамтешня частина Посавіни дуже сильно постраждала: чимало населених пунктів було сплюндровано або спалено, а населення вигнано. Тому після війни ця частина краю стала більш малолюдною. 

## Міста і містечка Посавіни
Словенія:
- Крань
- Любляна

 Хорватія:
- Запрешич
- Самобор
- Загреб
- Велика Гориця
- Дуго-Село
- Іванич-Град
- Сисак
- Кутина
- Новска
- Нова Градішка
- Славонський Брод
- Жупаня

 Боснія і Герцеговина:
- Дервента
- Домалєвац
- Ораше
- Брчко
- Градишка
- Брод[1]
- Шамац[2]
- Оджак
- Модрича
- Градачац
- Сребренік
- Добой

 Сербія:
- Сремська Митровиця
- Шабац
- Обреновац
- Белград